# Tenzing Norgay
Sardar Tenzing Norgay (Tibete, 29 de maio de 1914 – Darjeeling, 9 de maio de 1986) foi um alpinista e guia de alta montanha sherpa nepalês, tendo sido o primeiro homem a chegar ao topo do monte Everest, em companhia de Sir Edmund Hillary.

## Biografia
Depois de várias tentativas, Norgay conseguiu estar entre os primeiros a chegar ao cume do monte Everest, quando da expedição liderada por John Hunt em 29 de Maio de 1953. Edmund Hillary e Tenzing Norgay foram os primeiros a atingir o pico.
Uma vez que não era conhecida a data exata do seu nascimento, ele passou a usar a data desta vitória para celebrar o seu aniversário.
Em 1952, Tenzing teria atingido uma altitude jamais alcançada anteriormente, 8 599 m, com a equipe de uma expedição suíça dirigida por Raymond Lambert. Tenzing tornou-se em seguida responsável pelo treinamento in situ do Instituto de Alpinismo do Himalaia (Himalayan Montaineering Institute), em Darjeeling. Em 1978 ele fundou a empresa Tenzing Norgay Adventures, propondo escaladas no Himalaia.
Desde 2003, essa empresa é dirigida pelo filho de Tenzing Norgay e que se chama Jamling Tenzing Norgay, que também escalou o Everest em 1996.